# Hedehusene Sogn
Hedehusene Sogn er et sogn i Høje Taastrup Provsti (Helsingør Stift). Sognet ligger i Høje-Taastrup Kommune. Sognet blev i 1973 udskilt fra Høje Taastrup Sogn og kom, sammen med Fløng Sogn og Reerslev Sogn, til at udgøre ét nyt sogn. I 1979 blev Fløng Sogn udskilt som selvstændigt sogn, og i 1996 ligeledes Reerslev Sogn.
Sognekirke i Hedehusene Sogn er Ansgarkirken.
I Hedehusene Sogn findes følgende bydele:
- Baldersbrønde
- Hedehusene
- Kallerup
- Nærheden

Hedehusene Sogn udgør sammen med Reerslev Sogn ét pastorat Hedehusene-Reerslev Pastorat.